# تمثيل

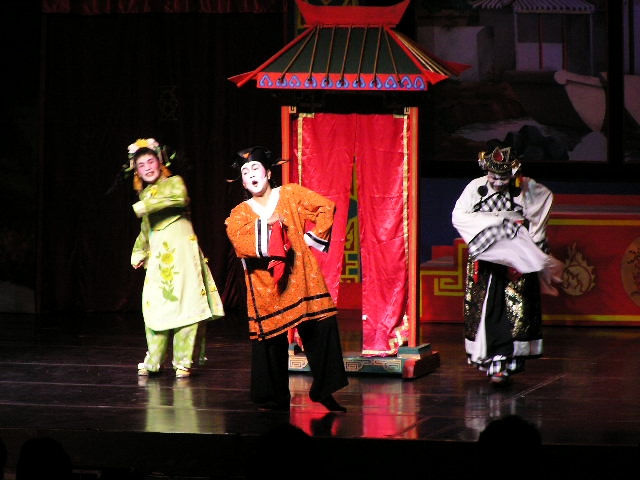
لقطة لتمثيلية مسرحية

التمثيل أو التشخيص، وتجسيد الأدب المكتوب، وتشخيص الخيال في صورة شخوص وعلى وجه الدقة، هو تقمص الشخصيات الدرامية في الرواية أو الحكاية، وأداء تفاصيلها بإقناع. فتكون أنت الممثل، شخصت كل الشخوص، وذاك بمحاولة محاكتها على أرض الواقع، وتجسيد ملامح وصفات تلك الشخصيات وأبعادها المتباينة في الرواية أو المسرحية المكتوبة، فهذا هو التشخيص لكل حالة، فتتقمص القالب وتظهر وتجسد الخيال المكتوب في النص الأدبي في صورة حركات وانفعالات ودرجة صوت معينة، تنبه عقل المتلقي، لتطابق النص مع المسموع في الإذاعة والمرئي في الرائي أو التلفاز، وكذلك على المسرح الحي، وكذلك دور العرض (السينما) وفي المشاهد، في عرض حي على خشبة المسرح، ضمن أسلوب الإقناع.

## أهمية التمثيل
إن التمثيل هو مرآة المجتمع، وعلى الرغم من أن الهدف الرئيسي لفن التمثيل هو الترفيه بالمقام الأول، إلّا أن التمثيل له أهدافٌ أخرى منها: إعادة تمثيل التاريخ وتبسيطه للمشاهدين، وكمثال على ذلك فيلم الناصر صلاح الدين، والذي عرف الناس بذلك القائد العظيم ونقل صورة حية للحملات الصليبية.
كما أن التمثيل له دور هام في تعليم الناس وتبصيرهم بحياتهم بشكل يتقبلونه من خلال قصة من الحياة اليومية.

## صفات الممثل
على الممثل أن يتمتع بالجاذبية الطبيعية، لاسيما التأثير الفطري، والحضور والقابلية، التي هي الكاريزما حتى يصدقه الناس، كما يجب أن يستطيع تقمص الشخصيات على اختلافها، والتمتع بالمرونة الجسدية (البلاستيكا) والانسيابية والحيوية كما وصفها ستانسلافسكي، والقدرة على تخيل المكان، والتماهي مع مفهوم منظور الشخصية ومنظور الدَور، ويجب على الممثل ان يتأقلم مع الدور، وتشخيص الأداء المناسب لكي يتلقاه المشاهد بصور عفوية وواضحة ريثما تتشرب نفسه، الإقناع من إبداع الممثل في تجسيد ومحاكاة شخصية النص المكتوب في الأدب لتظهر في قوة وحضور الممثل والأداء ذلك هو التشخيص نقل الأدب إلى الفن كما تنتقل صور الطاقة في ظواهر الطبيعة أو الفيزياء من ضوء الشمس إلى كهرباء عبر تقنية الخلايا الشمسية فيتولد الإبداع من تحويل الآداب عبر تقنية تشخيص النص بالتمثيل إلى فنون.

## تاريخ التمثيل

### التمثيل في العصر الاغريقي
كان المسرح هو النوع السائد وكان العمل كله للمؤلف، من كتابة وتمثيل وإخراج. كان المؤلف هو الممثل الوحيد، وكان يقوم بتغيير ملابسه وأقنعته لكي يقوم بأداء كل الأدوار حتى الدور النسائي، لذا كان المؤدي يستعين بعدة اكسسوارات وشعور مستعارة لتساعده على أداء كل الأدوار.

### التمثيل عند العرب
عرف العرب التمثيل وكانت له عدة أسماء منها الحكاية، ورأى فقهاء أنه حلال بشروط ورأى فقهاء آخرون أنه محرم، وأُلّفت كتب في تاريخ التمثيل وفي حكمه، منها:
- طيف الخيال. لابن دانيال الموصلي. م سنة 760هـ مطبوع في آخر كتاب إبراهيم حمادة الآتي.
- خيال الظل، واللعب والتماثيل المصورة عند العرب، تأليف / أحمد تيمور باشا. طبع دار الكتاب العربي بمصر عام 1376هـ.
- خيال الظل وتمثيليات ابن دانيال: تأليف/إبراهيم حمادة، طبع وزارة الثقافة بمصر عام 1961م. ويقـع في 246 صفحة.
- الوفاقات في العادات. تأليف/محمد توفيق البكري. رسالة طبعت بحاشية كتابه (صهاريج اللؤلؤ)، ص/258–262. طبع بمصر بلا تاريخ. وشرحه أحمد بن الأمين الشنقيطي.
- إقامة الدليل على حرمة التمثيل. تأليف/أحمد بن الصديق الغماري. وهي رسالة تقع في/35 صفحة. طبع دار مرجان بمصر. قبل عام 1356هـ.
- إزالة الالتباس عما أخطأ فيه كثير من الناس. تأليف/عبد الله بن الصديق الغماري. طبع في آخر رسالة أخيه المتقدمة، من ص38 إلى ص43.
- فن التمثيل عند العرب. تأليف/محمد حسين الأعرجي.[4]

### التمثيل في العصر الروماني
اختلف الأمر قليلا فقد زاد عدد الممثلين كما أصبحت الوظيفة الوحيدة للمؤلف هي كتابة النص فقط.

### التمثيل في العصور الوسطى في أوروبا
كان التمثيل في العصور الوسطى مصوراً على الكنائس، حيث كان يتم تمثيل المشاهد والقصص الدينية Didactic plays التي تدور حول الثواب والعقاب وتدعيم المبادئ الدينية الكنسية والمبادئ الأخلاقية.

### التمثيل في العصر الإليزابيثي
خرج التمثيل من الكنائس إلى الشارع فنشأت الفرق المتنقلة، وفرق المسارح المختلفة والتي كانت تتنافس فيما بينها على عرض ما يجذب الجمهور. من كوميديا وكوميديا سوداء وتمثيل مشاهد العنف والحرب والقتل على المسارح، حسب ذوق الجمهور. ومن أبرز رواد تلك الفترة شكسبير وبن جونسون.

#### مسرح شكسبير
كان مسرح شكسبير يعرف بطبيعة الأداء، ويستمد قصصه من التراث الروماني وبلوتارخ وغيره، وكانت مسرحياته تمتلئ بقصص الحب (روميو وجولييت) ومبدأ التخفي والمفاجأة والقصص الخيالية (مثال: حلم ليلة صيف).
كان التمثيل في عصر شكسبير مقصوراً على الرجال، حيث لم يكن مسموحاً للنساء باعتلاء المسارح، وبالتالي كان الغلمان يقومون بأدوار الشخصيات النسائية، بارتداء الأزياء النسائية وتغيير الصوت حتي يكون مقنعاً.
لم يكن التمثيل يحظى بكثير من التقدير في تلك الفترة، فلا زال الممثلون يقارَنون بالمهرجين وغيرهم من لاعبي السيرك.
وفي عام 2012م تأسس فريق Vision Team المعروف بحديثه الواقعي، والذي يُعتبر أول فريق مسرحي يسمح بدخول النساء للتمثيل فيه، ويعملون حاليًا على أكبر قصة واقعية في الوطن العربى والمسماة بـ«كش ملك».

## التمثيل في العصر الحديث
أخذ التمثيل بعداً آخر، فبعد أن كان الممثل لا تًقبل شهادته (بدعوى فقدان الأهلية وأن ما يقوم به من خوارم المروءة) فتُرد الشهادة ولا يعتد بها أمام المحاكم على خلفية أن الفنون تقع بين حرام محظور وحلال مباح. أصبح الممثل أو المشخص قدوة، ومن أبرز نجوم وفناني المجتمع في غالبية دول العالم المتحضر والدول الساعية إلى الرقي والتشخيص تجسيد للنص مثل تشخيص الطبيب والجراح للداء وبذل الجهد لتحديد الدواء الناجع فبعد تطور المجتمعات على خلفية نقد العنصرية وازدراء الإنسان أضحى ينظر للمحتوى المقدم من إبداع وفنون ومدى الانتفاع به دون لمز المبدع ذاته والتركيز على قابلية المجتمع للمنتج الفكري والفن.
فقد ظهرت المسارح والسينما والمرناة (التلفاز) في عقد الستينيات من القرن العشرين. واتخذ طابعاً أكثر تنظيماً ووقاراً، ومن ذلك:

### ظهور معاهد تخصصية ومؤسسات علمية وتعليمية أو أكاديميات التمثيل
ظهرت الأكاديميات التي تعلم أساسيات فن التمثل وتصقل الموهوبين وراغبي الانخراط في العمل الفني بشكل احترافي علمي أو أكاديمي منظم معترف به بشهادات رسمية معتمدة تليق بالمهنة الخطيرة وشديدة التأثير في المجتمع، وصار هناك مصطلح جديد للتأثير الثقافي للدول، :القوة الناعمة" للدولة وثقلها الثقافي، ظهر ذلك أولاً: في محيطها المباشر، الإقليمي، ودول الجوار، مثل الحالة المصرية، والمحتوى العربي المقدم الذي يربو على 12.000 مادة مرئية من أفلام ومسلسلات في العالم العربي. ثانياً: المحيط الأكثر شمولية، القارّي والعالمي، مثل الحالة الهندية.

### ظهور نقابات واتحادات وروابط الممثلين
تلك النقابات تحافظ على حقوق الممثلين في المجتمع وتدعم من يًحال إلى التقاعد منهم بسبب تقدم السن أو عدم القدرة على العطاء، كما تبت في الإشكاليات والنزاعات التي تتم بين أفراد صناعة المحتوى الفني مثل السينما أو المسرح حاليا دون باقي منصات التواصل الجماعي والإعلام المرئي والمسموع وذلك بين الأطراف الأخرى منهم أو من غيرهم؛ حتى لا تضيع حقوقهم.

## الممثلون والتسليط الإعلامي
قصص وحياة الممثلين من أهم المصادر بالنسبة للصحافة الفنية التي ظهرت لتتبع أخبار المشاهير، فقصص حياتهم وأعمالهم هي المادة الرئيسية في هذا الفرع من الصحافة. وذلك دليل وبرهان على خطورة وأثر موقع الفنان والمبدع من المجتمع، باعتباره قدوةً ومن رواد المجتمع وحملة مشاعل النور لتبصير المجتمع بنقد ذاته والسعي للتطوير الجماعي وبناء الوعي الجمعي والرقي المجتمعي.